# Дудачек, Иржи
Иржи Дудачек (чеш. Jiří Dudáček, родился 4 апреля 1962 в Кладно) — бывший чехословацкий хоккеист, нападающий. Трёхкратный чемпион Чехословакии в составе клуба «Кладно».

## Биография
Иржи Дудачек начал играть в хоккей за команду родного города «Кладно» в сезоне 1978/79. C «Кладно» он стал чемпионом Чехословакии 1980 года, с 1983 по 1985 годы играл за йиглавскую «Дуклу», с которой выиграл ещё 2 чехословацких чемпионата. Выступал за сборную Чехословакии на Кубке Канады 1981 и 1984. В 1991 году перебрался в Европу, играл во Франции за «Эпиналь», в Германии за «Бад-Тёльц» и «Криммичау». Последним сезоном Дудачека был сезон 1999/2000, в котором он играл за чешский «Кралупи-над-Влтавоу».
После окончания хоккейной карьеры занимается установкой пластиковых окон.

## Достижения
- Чемпион Чехословакии 1980, 1984, 1985
- Чемпион Европы среди юниоров 1979
- Серебряный призёр чемпионата Европы среди юниоров 1980 и молодёжного чемпионата мира 1982

## Статистика
- Чемпионат Чехословакии — 429 игр, 313 очков (153 шайбы + 160 передач)
- Сборная Чехословакии — 40 игр, 8 шайб
- Всего за карьеру — 469 игр, 161 шайба